# Suivai Ataga
Suivai Ataga (ur. 21 kwietnia 1987) – samoański piłkarz występujący na pozycji napastnika. W 2012 roku wziął udział w Pucharze Narodów Oceanii.